# Noel Murless
Charles Francis Noel Murless (1910-1987) est un entraîneur anglais de chevaux de courses, spécialisé dans les courses de plat. 

## Carrière
Noel Murless devient entraîneur en 1935 et s'installe à Hambleton Lodge dans le Yorkshire puis déménage en 1947 dans le Wiltshire, au sud de l'Angleterre, où prend la suite de Fred Darling à Beckhampton, avant de terminer sa carrière, à partir de 1953, à Newmarket. Il décroche le premier de ses neuf titres de "british champion trainer" en 1948 (avant 1957, 1959, 1960, 1961, 1967, 1968, 1970 et 1973), qui est aussi l'année de sa première victoire classique grâce à Queenport dans les 1000 Guinées. Dix-huit suivront dans son palmarès, exactement comme dans celui de Fred Darling.  
Rapidement Noel Murless accumule les succès, notamment grâce au phénomène du sprint Abernant, Plus tard viennent les champions Petite Étoile, Crepello, Royal Palace, Busted ou Altesse Royale. En 1952, il s'associe au propriétaire-éleveur Victor Sassoon et devient le manager de son écurie puis, à la mort de celui-ci, il rachète son haras, qu'il rebaptise Woodditton Stud et où il installe les étalons à succès Welsh Pageant et Connaught. Celui qui a pour assistant John Gosden prend sa retraite, en 1976, nanti de l'un des plus beaux palmarès de l'histoire des courses britanniques, et fait de son gendre Henry Cecil son successeur. Après avoir revendu Woodditton Stud en 1981, Noel Murless s'éteint à 77 ans, le 9 mai 1987. 

## Palmarès sélectif
Royaume-Uni
- Derby d'Epsom – 3 – Crepello (1957), St. Paddy (1960), Royal Palace (1967)
- Oaks – 5 –  Carrozza (1957), Petite Étoile (1959), Lupe (1970), Altesse Royale (1971), Mysterious (1973)
- 2000 Guinées – 2 – Crepello (1957), Royal Palace (1967)
- 1000 Guinées – 6 – Queenport (1948), Petite Étoile (1959), Fleet (1967), Caergwrle (1968), Altesse Royale (1971), Mysterious (1973)
- St Leger – 3 – Ridge Wood (1949), St. Paddy (1960), Aurelius (1961)
- King George VI and Queen Elizabeth Diamond Stakes – 3 – Aunt Edith (1966), Busted (1967), Royal Palace (1968)
- Eclipse Stakes – 6 – Arctic Explorer (1957), St. Paddy (1961), Busted (1967), Royal Palace (1968), Connaught (1970)